# Northumberland County, Virginia
Northumberland County är ett administrativt område i delstaten Virginia, USA, med 12 330 invånare. Den administrativa huvudorten (county seat) är Heathsville. 

## Geografi
Enligt United States Census Bureau har countyt en total area på 740 km². 498 km² av den arean är land och 1 242 km² är vatten.  

### Angränsande countyn
- Lancaster County - söder
- Richmond County - sydväst
- Westmoreland County - nordväst